# Alex Kessidis
Alex Michel Bjurberg Kessidis, född 23 mars 1995, är en svensk brottare. 
Kessidis tog silver i 77-kilosklassen vid Världsmästerskapen i brottning 2019. Vid Europeiska spelen 2019 tog han brons i 77-kilosklassen. Kessidis har tagit sju SM-guld, ett silver och ett brons i grekisk-romersk stil.